# Валлерано
Валлерано (итал. Vallerano) — коммуна в Италии, располагается в регионе Лацио, подчиняется административному центру Витербо.
Население составляет 2505 человек (на 2001 г.), плотность населения составляет 161,82 чел./км². Занимает площадь 15,48 км². Почтовый индекс — 01030. Телефонный код — 0761.
Покровителем коммуны почитается святой Виктор Мавр, воин, празднование 8 мая.